# Привреда Хрватске
Привреда Хрватске је мешовита економија. Једна је од највећих економија у југоисточној Европи по номиналном бруто домаћем производу (БДП). Отворена је економија са прилагодљивом спољном политиком, у великој мери зависна од међународне трговине у Европи. Унутар Хрватске, економски развој варира међу њеним жупанијама, са најјачим растом у Средишњој Хрватској и њеном финансијском центру, Загребу.